# Тіторчук Олександр Сергійович
Тіторчу́к Олекса́ндр Сергі́йович — старшина Збройних сил України, учасник Війни на сході України.

## Нагороди
- Орден Богдана Хмельницького ІІІ ступеня (3 липня 2015) — за особисту мужність і високий професіоналізм, виявлені у захисті державного суверенітету та територіальної цілісності України, вірність військовій присязі[1]
- Орден «За мужність» ІІІ ступеня (27 листопада 2014) — за особисту мужність і героїзм, виявлені у захисті державного суверенітету та територіальної цілісності України[2]